# 名護都市圏
名護都市圏（なごとしけん）は、沖縄県名護市を中心とする都市圏である。

## 定義

### 広域行政圏
沖縄本島を北・中・南の3つに分けて広域行政圏がつくられている。名護市を中心とする北部では、「北部広域市町村圏事務組合」が設置されており、公立大学法人名桜大学を運営している。
北部広域市町村圏
- 名護市
- 国頭郡（国頭村、大宜味村、東村、今帰仁村、本部町、恩納村、宜野座村、金武町、伊江村）
- 島尻郡（伊平屋村、伊是名村）

### 10% 都市圏
金本良嗣・徳岡一幸によって提案された都市圏。細かい定義等は都市雇用圏に則する。一般的な都市圏の定義については都市圏を参照のこと。

#### 都市圏の変遷
都市雇用圏（10% 通勤圏、中心都市DID人口が1万人以上）の変遷
| 自治体 ('80) | 1980年                | 1990年                | 2000年                | 2005年                | 2010年                | 2015年                | 自治体 （現在） |
| ------------ | --------------------- | --------------------- | --------------------- | --------------------- | --------------------- | --------------------- | --------------- |
| 名護市       | 名護 都市圏 7万4051人 | 名護 都市圏 8万3500人 | 名護 都市圏 9万0510人 | 名護 都市圏 9万3560人 | 名護 都市圏 9万3704人 | 名護 都市圏 9万5118人 | 名護市          |
| 大宜味村     | 名護 都市圏 7万4051人 | 名護 都市圏 8万3500人 | 名護 都市圏 9万0510人 | 名護 都市圏 9万3560人 | 名護 都市圏 9万3704人 | 名護 都市圏 9万5118人 | 大宜味村        |
| 今帰仁村     | 名護 都市圏 7万4051人 | 名護 都市圏 8万3500人 | 名護 都市圏 9万0510人 | 名護 都市圏 9万3560人 | 名護 都市圏 9万3704人 | 名護 都市圏 9万5118人 | 今帰仁村        |
| 宜野座村     | -                     | 名護 都市圏 8万3500人 | 名護 都市圏 9万0510人 | 名護 都市圏 9万3560人 | 名護 都市圏 9万3704人 | 名護 都市圏 9万5118人 | 宜野座村        |
| 東村         | -                     | -                     | 名護 都市圏 9万0510人 | 名護 都市圏 9万3560人 | 名護 都市圏 9万3704人 | 名護 都市圏 9万5118人 | 東村            |
| 本部町       | -                     | -                     | 名護 都市圏 9万0510人 | 名護 都市圏 9万3560人 | 名護 都市圏 9万3704人 | 名護 都市圏 9万5118人 | 本部町          |